# Мостепаненко, Владимир Михайлович
Владимир Михайлович Мостепаненко (род. 11 марта 1947) — российский учёный, доктор физико-математических наук, профессор.
Отец — Михаил Васильевич Мостепаненко (1909—2002), доктор философских наук.
Докторская диссертация: Теория вакуумных квантовых эффектов в нестационарных внешних полях.
В настоящее время (2019):
- Профессор — Высшая школа прикладной физики и космических технологий,  Санкт-Петербургского государственного политехнического университета;
- Главный научный сотрудник — Главная (Пулковская) астрономическая обсерватория РАН;
- Главный научный сотрудник — НИЛ «Космология проект» «Классические и квантовые поля во Вселенной» Казанского федерального университета[2].

## Научные труды
Автор и соавтор более 250 статей и 5 монографий. В их числе:
- Гриб А. А., Мамаев С. Г., Мостепаненко В. М. Квантовые эффекты в интенсивных внешних полях. — М.: Атомиздат, 1980. — 296 с.
- Гриб А. А., Мамаев С. Г., Мостепаненко В. М. Вакуумные квантовые эффекты в сильных полях. — М.: Энергоатомиздат, 1988. — 288 с.
- Мостепаненко В. М., Трунов Н. Н. Эффект Казимира и его приложения. — М.: Энергоатомиздат, 1990. — 214 с.
- Mostepanenko V. M., Trunov N. N. The Casimir Effect and Its Applications. — Oxford: Clarendon Press, 1997. — 200 P.
- Bordag M., Klimchitskaya G. L., Mohideen U., Mostepanenko V. M. Advances in the Casimir Effect. — Oxford: Oxford University Press, 2015. — 778 P.